# Folkert Dücker
Folkert Dücker (* 1980 in Heidelberg) ist ein deutscher Schauspieler, Sprecher und Regisseur.

## Leben
Aufgewachsen in Heidelberg war Dücker während seiner Schulzeit am Kurfürst-Friedrich-Gymnasium Mitarbeiter einer Publikation seines Lehrers Frank Moraw über die Heidelberger Familie Oppenheimer im Holocaust. Nach dem Abitur schrieb er sich an der FU Berlin in Arabistik, Islamwissenschaft, Ethnologie und Archäologie ein.
Von 2003 bis 2007 absolvierte Dücker ein Schauspielstudium an der Hochschule für Musik und Darstellende Kunst Stuttgart. Seit 2007 arbeitet Dücker als freier Schauspieler und ist festes Mitglied der freien Theatergruppe O-Team. Neben seinen Schauspiel- und Bühnenengagements ist er als Sprecher tätig. 2012 übernahm er außerdem bei der sozial-politischen Theatergruppe Hope Theatre in Nairobi das Schauspieltraining.
Dücker ist wohnhaft in Stuttgart.

## Filmografie (Auswahl)
- 2009: Succubus (Kurzfilm, Regie: Cornelius Schick)
- 2009: Nicht Lustig (arte-Kurzfilm, Regie: Gerd Schneider)
- 2011: Fortune Faded (Kurzfilm, Regie: Alexander Heringer)
- 2012: Der Staat ist eine Frau (Kurzfilm, Regie: Anna Gates)
- 2013: Der Spalt – Gedankenkontrolle (Kinofilm, Regie: Kim Schicklang)
- 2013: God of Happiness (Kinofilm, Regie: Dito Tsintsadze)
- 2020: Hello Again – Ein Tag für immer (Kinofilm, Regie: Maggie Peren)
- 2020: Tatort: Du allein (Fernsehen, Regie: Friederike Jehn)
- 2020: SOKO Stuttgart: Placeboeffekt (Fernsehen, Regie: Daniel Helfer)

## Theater

### Als Schauspieler (Auswahl)
- 2006: Nicoleta Esinencu: Fernweh. Dromomania (Arzt A. Isonencu) – Regie: Andrej Kritenko (Düsseldorfer Schauspielhaus)
- 2008: Roland Schimmelpfennig: Die Frau von früher (Andi) – Regie: Malte Kreutzfeldt (Theater Rampe, Stuttgart)
- 2009: KirschGärten, frei nach Anton Pawlowitsch Tschechow: Der Kirschgarten, (Gaev) – Regie: Jonas Zipf (O-Team, Staatstheater Darmstadt)
- 2009: Rafael Reina: HesseIndia (diverse Rollen) – Regie: Petra Weimar (Jugendstiltheater Wien)
- 2010: Der Krieger erwacht, frei nach Frank Herbert: Dune – Der Wüstenplanet (Simon Boas) – Regie: Samuel Hof (Theater Rampe, Stuttgart)
- 2010: Rudolf Herfurtner: Das Geschenk des weissen Pferdes (Tasi) – Regie: Brigitte Dethier (Junges Ensemble), Stuttgart
- 2010: Woody Allen: Purple Rose of Cairo (diverse Rollen) – Regie: Peter Kratz (Theatersommer Ludwigsburg)
- 2011: Annette Dorothea Weber: Sechse ziehen durch die Welt (Soldat) – Regie: dieselbe (Mobiles Kindertheater Mannheim)
- 2011: Stephan Bruckmeier: 6 and the city 5 (diverse Rollen) – Regie: derselbe (Theater Rampe, Stuttgart)
- 2011: Alexei Schipenko: Bienen (Mechaniker) – Regie: Samuel Hof (Theater Rampe, Stuttgart)
- 2011: Franz Xaver Ott: Kommen und Gehen (diverse Rollen) – Regie: Klaus Hemmerle (Theater Lindenhof, Friedrichshafen)
- 2012: Christian Schönfelder: Das Babylon-Projekt (Felix) – Regie: Klaus Hemmerle (Junges Ensemble), Stuttgart
- 2012: Prem Kavi: Ich bedanke mich für alles (Erster) – Regie: Samuel Hof (Theaterhaus Jena)
- 2012: Ole Aselmann u. a.: Berlin-Beijing (Wanderer) – Regie: Samuel Hof (Wilhelmspalais, Stuttgart)
- 2013: Annette Dorothea Weber: Am Anfang war der Klang. Musik-Geschichten (Cellist) – Regie: dieselbe (Württembergische Landesbühne, Esslingen)
- 2013: Alexei Schipenko: Kashmir (Geist) – Regie: Samuel Hof (Wagenhallen, Stuttgart)
- 2014: Die Verschollenen, frei nach Franz Kafka: Der Verschollene (Clown) – Regie: Samuel Hof (Schwere Reiter, München)
- 2014–2016: Lichtung. Geräuschtheater von und mit Martin Heidegger (Er) – Regie: Samuel Hof (FITZ Zentrum für Figurentheater, Stuttgart)
- 2014–2018: Peter Stamm: Agnes (Mann) – Regie: Annette Dorothea Weber (Württembergische Landesbühne, Esslingen)
- 2014–2018: Rike Reiniger: Zigeunerboxer (Erzähler) – Regie: Annette Dorothea Weber (Community Art Center, Mannheim)
- 2015: Albert Sánchez Piñol: Im Rausch der Stille (Protagonist) – Regie: Samuel Hof (OST Stuttgart, Staatstheater Darmstadt)
- 2015: Christian Frascella: Sieben kleine Verdächtige (Corda) – Regie: Brigitte Dethier (Junges Ensemble Stuttgart)
- 2015: Ulrich Eisenhofer: Cassidy (Cassidy) – Regie: derselbe/Benno Heisel (Schauburg, München)
- 2016: John Cage: Raumpatrouille 433 (Wissenschaftler) – Regie: Samuel Hof (Theater Rampe, Stuttgart)
- 2017–2018: O-Team: Singularity (Solo) – Regie: dieselben (FITZ Zentrum für Figurentheater, Stuttgart)
- 2017–2018: O-Team: :-Oz (Moderator) – Regie: Samuel Hof (Theater Rampe, Stuttgart)
- 2018: Annette Dorothea Weber: Am Anfang war der Klang (Erzähler, Musiker) – Regie: dieselbe (Community Art Center, Mannheim)
- 2018: O-Team: Transit (Sprecher) – Regie: dieselben (Wagenhallen, Stuttgart)
- 2018: O-Team: Dunkle Materie. Notizen zur Blindheit, frei nach Sophokles: König Ödipus (Schauspieler) – Regie: Samuel Hof (Theater Rampe, Stuttgart)
- 2018: Philippe de Chauveron: Monsieur Claude und seine Töchter (Pfarrer, Polizist u. a.) – Regie: Robin Telfer (Komödie im Marquardt, Schauspielbühnen Stuttgart)
- 2019: Dennis Kelly: Die Opferung von George Mastromas (George Mastromas) – Regie: Hildegard Starlinger (Studio Theater, Stuttgart)
- 2019: O-Team: Hard Drive (Sprecher) – Regie: er selbst (HochX)
- 2019: My Name is Love, frei nach Hans Christian Andersen: Der standhafte Zinnsoldat (Clown) – Regie: Bernhard Eusterschulte (TART, Stuttgart)
- 2020: Crash & Care (Sicherheitsingenieur) – Regie: Florian Feisel (Kulturbahnhof Aalen)
- 2020: Hau den Artaud (Solo) – Regie: Bernhard Eusterschulte (FITZ Zentrum für Figurentheater, Stuttgart)
- seit 2021: Hibernation (Performer) – Regie: Samuel Hof (Theater Rampe, Stuttgart)
- 2022: O-Team: Wetware (Performance) – Regie: Samuel Hof (HochX)

### Als Regisseur
- 2019: Hard Drive (siehe oben)

## Hörspiele (Auswahl)
- 2012: Mirko Schwanitz: Petar und Christina. Aufzeichnungen aus einem bulgarischen Waisenhaus (Erzähler) – Regie: derselbe (SWR)
- 2017: Rainer Imm: Spitzbergmörder (Spranz) – Regie: Günter Maurer (SWR)
- 2017: Felix Huby: Leider nur ein Mädchen. Das Leben der Bertha Benz (Richard Benz) – Regie: Günter Maurer (SWR)
- 2017: Merle Hilbk: Wer weniger weiß, schläft besser (Erzähler) – Regie: Maria Ohmer (SWR)
- 2018: Astrid Nettling: Eine Lange Nacht mit Michel de Montaigne. Jeder Mensch trägt die ganze Gestalt des Menschseins in sich (Zitator) – Regie: Stefan Hilsbecher (SWR)
- 2018: Godehard Weyerer: Auf Gewerkschafts-Patrouille in Bremerhaven. Mit ITF-Schiffsinspekteurin S. Linderkamp (Erzähler) – Regie: derselbe (SWR)
- 2018: Michael Reitz: Rudi Dutschke. Rebell, Fantast und Humanist (Erzähler) – Regie: Maria Ohmer (SWR)
- 2018: Marianne Thoms: Der Reformator Melanchthon. Klein von Gestalt, groß im Geist (Zitator) – Regie: Maria Ohmer (SWR)
- 2018: Christian Gailus: Das Geheimnis der Schlüsseljäger (Marder) – Regie: Bernhard Schulz (BR)
- 2018: Christine Sievers/Nicolaus Schröder: Krieg der Träume, Folge 4: Ausgeträumt (Gustav Regler) – Regie: Maria Ohmer (SWR)
- 2019: Peggy Fiebig: Mal zu Mama, mal zu Papa. Wenn Kinder zwei Zuhause haben (Erzähler) – Regie: Andrea Leclerque (SWR)
- 2019: Franziska Hochwald: Das Ende der Förderschule. Wie geht gute Inklusion? (Erzähler) – Regie: Andrea Leclerque (SWR)
- 2019: E.T.A. Hoffmann: Der goldne Topf (Zitator) – Regie: Felicitas Ott (SWR)
- 2020: Manuel Waltz: Integration durch Latein? (Sprecher) – Regie: Günter Maurer (SWR)
- 2020: Joachim Meissner: Feuer im Haus. Brandschutz vor neuen Herausforderungen (Sprecher) – Regie: Andrea Leclerque (SWR)
- 2020: Barbara Weber: Abi20 – Abitur in Zeiten von Corona (Erzähler) – (Campus Reportage BR)
- 2020: Nils Binnberg: Von der Sucht gesund zu essen. Wenn Ernährung zur Ersatzreligion wird (Erzähler) – Regie: Andrea Leclerque (SWR)
- 2020: Caspar Dohmen: Operation Finanzwende. Bürgerbewegung trotzt Banken und Politik (Erzähler) – Regie: Andrea Leclerque (SWR)
- 2020: Mithu Sanyal: Mannsein für Anfänger (Sprecher) – Regie: Felicitas Ott (SWR)
- 2020: Michael Hänel: Ronald Reagan. Der missverstandene US-Präsident? – Regie: Alexander Schuhmacher (SWR)
- 2020: Michael Hänel: Antisemitismus in der DDR. Staatsfeind Israel – Regie: Alexander Schuhmacher (SWR)
- 2021: Francisco Olaso: Politische Kunst auf Hausfassaden. Jorge Molina verändert seine argentinische Heimatstadt (Erzähler) – Regie: Andrea Leclerque (SWR)

## Beiträge (Auswahl)
- Ingo Brux: Düsseldorfer Schauspielhaus 1996–2006. 10 Jahre Intendanz Anna Badora, Düsseldorf 2006, S. 265.
- GDBA (Hg.): Deutsches Bühnen Jahrbuch 2010. Das große Adressbuch für Bühne, Film, Funk und Fernsehen, Hamburg 2009, S. 502.
- Markus Mertens: Ein Film der unter die Haut geht. Atlantis, der Zigeuner-Boxer, dokumentiert die Verfolgung der Sinti und Roma im Nationalsozialismus. In: Mannheimer Morgen, 12. Oktober 2020, abgerufen am 26. Januar 2021.
- Peter Fries: Odyssee mit Ziel. Die Schauspielbühnen in Stuttgart 2002–2009, Bietigheim 2009, S. 129.
- Ulrike Schlieper: Hörspiele in der ARD 2006. Eine Dokumentation. Mit einer Einführung von Elisabeth Panknin. Münster 2008 (= Hörspielverzeichnisse, Bd. 26), S. 129 u. 320.